# Iryna Jylenko
Iryna Jylenko (en ukrainien : Ірина Жиленко), née le 28 avril 1941 à Kyïv et morte le 3 août 2013 dans cette même ville, est une poétesse et journaliste ukrainienne de citoyenneté d'abord soviétique.

## Son œuvre

### Romans et récits
- Les épis arrivent  (Достигають колосочки), 1964,
- La rue de mon enfance (Вуличка мого дитинства) 1979,
- Les contes d'un gnome de buffet,(Казки буфетного гнома) 1985,
- Deux fois deux font un pissenlit (Двічі по два дорівнює кульбабці), 1983.

## Prix littéraire
- Prix national Taras-Chevtchenko.